# 1444
1444 (MCDXLIV) var ett skottår som började en onsdag i den julianska kalendern.

## Händelser

### Mars
- 1 mars – Skanderbeg blir befälhavare för ett albanskt uppror mot sultanen.

### April
- 16 april – Vapenstilleståndet i Tours sluts, vilket innebär fem års fred i hundraårskriget.

### Hösten
- Hösten
  - Novgoroderna angriper Narva.
  - Svenska styrkor med flera besegrar novgoroderna i Slaget vid Narvafloden.

### November
- 10 november – En korsriddararmé anförd av kung Vladislav III av Polen och Ungern tillintetgörs av Murad II och hans osmanska armé i slaget vid Varna. Vladislav stupar.

### Okänt datum
- Kristofers landslag börjar tillämpas i Sverige.
- Erik Axelsson (Tott) gifter sig med Bengta Mattsdotter (Lillie).
- Sultan Murad II abdikerar till förmån för sonen Mehmed II efter att ha förlorat i slaget vid Jalowaz.

## Födda
- 11 mars – Donato Bramante, arkitekt från Urbino.
- Heinrich Finck, tysk kompositör.
- Charlotte av Cypern, regerande drottning av Cypern.

## Avlidna
- 26 april – Robert Campin, flamländsk målare.
- 20 maj – Bernardinus av Siena, franciskanmunk, katolskt helgon.
- 10 november
  - Vladislav III, kung av Polen från 1434.
  - Giuliano Cesarini, italiensk kardinal (död i slaget vid Varna).